# Стефаново (област Габрово)
Вижте пояснителната страница за други значения на Стефаново.
Стèфаново е село в Северна България, община Габрово, област Габрово.

## География
Село Стефаново се намира на около 5 km изток-югоизточно от центъра на областния град Габрово, около километър северозападно от село Жълтеш и около 600 m югоизточно от село Борики. Разположено е в югозападната част на Габровските възвишения, високо по северния долинен склон на Жълтешката река, десен приток на Янтра. Надморската височина в центъра на Стефаново е около 578 m.

## История
През 1950 г. дотогавашното населено място колиби Ходжовите е преименувано на Стефаново, а през 1995 г. колиби Стефаново придобива статута на село..

## Население
Населението на село Стефаново наброява 33 души при преброяването към 1934 г., намалява до 9 души към 1992 г. и след малки промени на числеността през следващите години към 2019 г. наброява (по текущата демографска статистика за населението) 8 души.
Преброяване на населението през 2011 г.
Численост и дял на етническите групи според преброяването на населението през 2011 г.:
|                     | Численост | Дял (в %) |
| Общо                | 9         | 100,00    |
| Българи             | 9         | 100,00    |
| Турци               | 0         | 0,00      |
| Цигани              | 0         | 0,00      |
| Други               | 0         | 0,00      |
| Не се самоопределят | 0         | 0,00      |
| Неотговорили        | 0         | 0,00      |